# Roma Airport
Roma Airport är en flygplats i Australien. Den ligger i regionen Maranoa och delstaten Queensland, omkring 430 kilometer väster om delstatshuvudstaden Brisbane. Roma ligger 315 meter över havet.
Trakten är glest befolkad. Närmaste större samhälle är Roma.